# Puchar Świata w narciarstwie alpejskim 2006/2007
Sezon 2006/2007 Pucharu Świata w narciarstwie alpejskim rozpoczął się 11 listopada 2006 we fińskim Levi, a zakończył 18 marca 2007 w szwajcarskiej miejscowości Lenzerheide. Była to 41. edycja pucharowej rywalizacji. Rozegrano 35 konkurencji dla kobiet (9 zjazdów, 7 slalomów gigantów, 7 supergigantów i 9 slalomów specjalnych i 3 superkombinacje) i 36 konkurencji dla mężczyzn (11 zjazdów, 6 slalomów gigantów, 5 supergigantów, 10 slalomów specjalnych oraz 4 superkombinacje) oraz jedną kombinację (slalom plus supergigant) drużynową mieszaną rozegraną 16 marca 2007 w Lenzerheide, wygraną przez Austrię.
Puchar Narodów (łącznie) zdobyła reprezentacja Austrii, wyprzedzając Szwajcarię i USA.

## Puchar Świata w narciarstwie alpejskim kobiet
Wśród kobiet najlepszą zawodniczką okazała się Austriaczka Nicole Hosp, która zdobyła 1572 punkty, wyprzedzając swoją rodaczkę Marlies Schild i Amerykankę Julię Mancuso.
W poszczególnych klasyfikacjach tryumfowały:
- Renate Götschl – zjazd
- Marlies Schild – slalom
- Nicole Hosp – slalom gigant
- Renate Götschl – supergigant
- Marlies Schild – superkombinacja

## Puchar Świata w narciarstwie alpejskim mężczyzn
Wśród mężczyzn najlepszym zawodnikiem okazał się Norweg Aksel Lund Svindal, który zdobył 1268 punktów, wyprzedzając Austriaka Benjamina Raicha i Szwajcara Didiera Cuche'a.
W poszczególnych klasyfikacjach tryumfowali:
- Didier Cuche – zjazd
- Benjamin Raich – slalom
- Aksel Lund Svindal – slalom gigant
- Bode Miller – supergigant
- Aksel Lund Svindal – superkombinacja

## Puchar Narodów (kobiety + mężczyźni)
- 1.  Austria – 14735 pkt
- 2.  Szwajcaria – 5861 pkt
- 3.  Stany Zjednoczone – 5303 pkt
- 4.  Włochy – 5140 pkt
- 5.  Szwecja – 4177 pkt